# Voluta nobilis
Espèce
Voluta nobilis est une espèce de mollusques gastéropodes de la famille des Volutidae.
- Répartition : ouest du Pacifique, au large des côtes de l'Asie du sud-est.
- Taille : 20 cm